# Бакинський Сергій Сергійович
Сергій Сергійович Бакинський (рос. Сергей Сергеевич Бакинский, справжнє ім'я Людвиг Маркович Бернгейм, нім. Ludwig Bernheim, нар. 1886, Рига, Ліфляндська губернія, Російська імперія — † 1939, Москва, РРФСР, СРСР) — радянський партійний діяч, перший Народний секретар з міжнаціональних справ УСРР.
Жертва сталінського терору.

## Життєпис
Народився у Ризі, у родині комерсанта середньої руки.
У 1904 закінчивши третю Казанську гімназію, вступив до Казанського університету, звідки, у зв'язку із студентським страйком, був виключений за розпорядженням міністерства внутрішніх справ у 1907.
У 1904 вступив до РСДРП(б), партійні клички — «Купець», «Аркадій», «Сергій». У 1906—1907 член, потім секретар Казанського партійного губернського комітету.
У липні 1907 засуджений на 2 роки з правом виїхати на той же термін за кордон, закордоном працював в редакції газети «Пролетар».
У 1908 нелегально повернувся до Росії і працював в Петербурзі, Баку, Казані тощо.
На початку 1910 р. легалізувався в Казані, але скоро через поліцейське переслідування змушений був знову виїхати. Надалі (за винятком нетривалого перебування в Баку навесні 1911 р.) жив у Петербурзі; у 1912—1914 р.р. був студентом Петербурзького університету.
З перших днів видання газети «Правди» став працювати в її редакції (1912—1914) в Петербурзі. У цей період був 3 рази арештований; після останнього арешту при розгромі «Трудової Правди» 8 липня 1914 р., був висланий до Казані.
У Казані в 1915 р. закінчив університет по юридичному факультету. Того ж року виїхав до Москви, вступив до інженерного-будівельної дружини Земгору і був у 1915—1916 р.р. на західному і кавказькому фронтах Першої світової війни.
В кінці 1916 р. направлений до Харбіна; після Лютневої революції взяв участь у створенні газети Харбінської ради робочих і солдатських депутатів «Голос Праці» і в керівництві більшовицькою газетою, що виходила на станції Маньчжурія під назвами «Маньчжурія», пізніше — «Робочий Прапор».
У липні 1917 р. виїхав з Харбіну; після повернення до Петербурга направлений РСДРП(б) в агітаційний об'їзд до Нижнього Новгорода, Казані та інших міст.
У вересні 1917 р. оселився в Києві, де взяв участь в підготовці Жовтневого перевороту. 28 жовтня був арештований юнкерами і козаками, разом з членами вибраного напередодні Ревкому.
У листопаді 1917 р., під час телефонної розмови Сталіна з М. В. Поршем, висловився про те, що Москва не має довіряти Центральній раді, оскільки остання не хоче передавати владу на місцях радам робітничих та селянських депутатів, заперечував легітимність органів, обраних в Україні (у тому числі Центральної ради).
У грудні 1917 р. на першому Всеукраїнському з'їзді Рад у Харкові, де проголошено Радянську Українську Народну Республіку, обраний до ВУЦВК і увійшов до складу уряду (Народний секретаріат) народним секретарем по національних справах, потім виконував обов'язки народного секретаря шляхів сполучення, а у березні 1918 р. призначений начальником військових сполучень українського фронту.
Після визволення України від леніністів німецькими силами призначений начальником сполучень східного фронту і працював у розпорядженні головкома Вацетіса і членом верховної комісії телеграфного зв'язку («Веркомтель») до початку 1919 р., коли призначений у Реввоєнраду каспійсько-кавказького фронту по Главпостачпродарму.
З травня 1919 р. по червень 1920 р. керував транспортним управлінням Наркомпроду на правах члена колегії. Потім працював в оргбюро по скликанню з'їзду народів Сходу в Баку, був головою дорпрофсожа Азербайджанської залізниці, з весни 1921 р. до 1924 р. працював на залізничному транспорті (Урал, Кавказ, Україна).
У 1925 р. був торгпредом у Латвії, з 1926 р. до літа 1927 р. — членом Главконцесському, потім старшим директором в управлінні закордонних операцій Наркомторга СРСР.
З літа 1929 р. працював директором в Держбанку, інспектором відділення Держбанку.
Репресований у 1939 році.